# Battista Mismetti
Battista Mismetti (Santa Brigida, 31 ottobre 1925 – Santa Brigida, 29 marzo 2017) è stato un fondista e biatleta italiano.

## Biografia
Nato nel 1925 a Santa Brigida, in provincia di Bergamo, a 30 anni partecipò ai Giochi olimpici di Cortina d'Ampezzo 1956, nello sci di fondo, chiudendo 23º con il tempo di 3h23'15" nella 50 km.
Ai campionati italiani di sci di fondo vinse 1 bronzo nella 30 km nel 1954, mentre a quelli di biathlon 1 bronzo nell'individuale grosso calibro nel 1969.
Fu tra i pionieri del biathlon in Italia, diventando in seguito anche direttore agonistico della squadra nazionale.